# Свиндаль, Аксель Лунд
А́ксель Лунд Сви́ндаль (норв. Aksel Lund Svindal, род. 26 декабря 1982) — норвежский горнолыжник, двукратный олимпийский чемпион 2010 и 2018 годов, пятикратный чемпион мира и двукратный обладатель Кубка мира в общем зачёте. Успешно выступал во всех дисциплинах, кроме слалома. По количеству побед в супергиганте в истории Кубка мира уступает только Херману Майеру. Самый возрастной в истории олимпийский чемпион по горнолыжному спорту (золото в 2018 году завоевал в возрасте 35 лет и 2 месяцев).
Завершил спортивную карьеру после чемпионата мира 2019 года.

## Общая информация

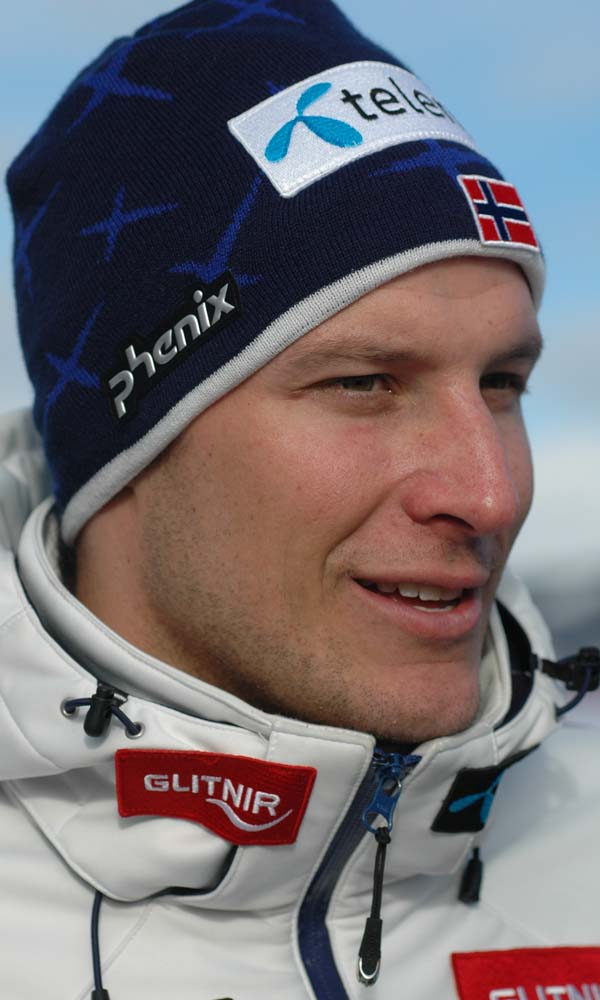
2008 год

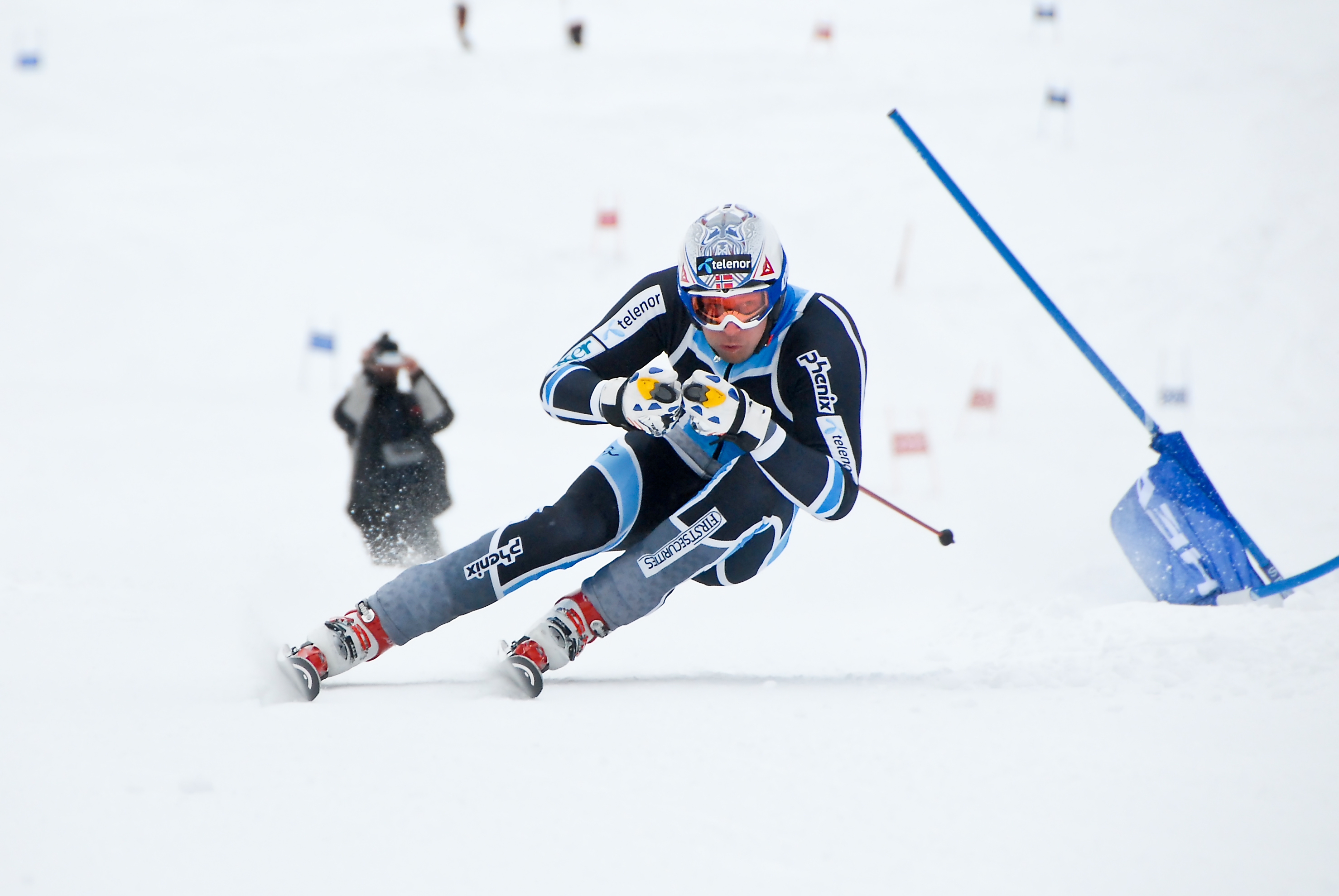
Свиндал на тренировке в 2010 году

Свиндаль участвовал в 8 чемпионатах мира и выиграл на них 9 наград. Он дважды побеждал в 2007 году и по разу в 2009, 2011 и 2013 годах и становился серебряным и дважды бронзовым призёром этих соревнований. Также на чемпионате мира 2002 среди юниоров он занял призовые места в четырёх из пяти дисциплин, став победителем в комбинации.
Свиндаль дважды становился обладателем Кубка мира в общем зачёте, а также семь раз выигрывал его в отдельных дисциплинах — четырежды в супергиганте и по разу в комбинации, гигантском слаломе и скоростном спуске.
Свиндаль принимал участие в зимних Олимпийских играх 2006 года в Турине, стартовав во всех пяти видах программы. В комбинации и слаломе он не финишировал, в супергиганте стал пятым, в гигантском слаломе шестым и в скоростном спуске 21-м.
На Олимпийских играх 2010 года в Ванкувере норвежец выиграл по одной медали каждого достоинства: золото в супериганте, серебро в скоростном спуске и бронзу в гигантском слаломе. В суперкомбинации не смог добраться до финиша, а в слаломе не выступал.
В 2014 году на Олимпийских играх в Сочи Свиндал, который был знаменосцем сборной Норвегии на церемонии открытия, считался одним из основных фаворитов в скоростном спуске, суперкомбинации и супергиганте. В итоге норвежец не сумел выиграть ни одной медали, лучшим достижением стало четвёртое место в скоростном спуске.
На протяжении 9 сезонов подряд (2005/06 — 2013/14) выигрывал не менее одного этапа Кубка мира. После победы в супергиганте в канадском Лейк Луизе 1 декабря 2013 года обошёл знаменитого Хьетиля Андре Омодта по количеству побед на этапах Кубка мира, у Свиндаля их стало 22, чего ранее не добивался ни один норвежец.
Из-за травмы полностью пропустил Кубок мира 2014/15, однако выступил на чемпионате мира 2015 года в США, где занял шестое место в скоростном спуске и шестое место в супергиганте.
В конце ноября 2015 года выиграл за два дня два этапа в супергиганте и скоростном спуске в канадском Лейк Луизе и вошёл с 27 победами на этапах Кубка мира за карьеру в 10-ку лучших за всю историю соревнований. Уже к середине января 2016 года сезон 2015/16 стал для Акселя Лунда самым успешным за карьеру в плане количества побед на этапах: Свиндаль выиграл 4 скоростных спуска и 3 супергиганта.
23 января 2016 года на этапе в австрийском Кицбюэле в скоростном спуске получил травму и досрочно завершил сезон.
15 февраля 2018 года на Олимпийских играх в Пхёнчхане завоевал золотую медаль в скоростном спуске.
14 декабря 2018 года, незадолго до 36-летия, выиграл свой последний в карьере этап Кубка мира, победив в супергиганте в Валь-Гардене. С первой победы в Кубке мира прошло 13 лет.
В январе 2019 года объявил о завершении карьеры после чемпионата мира 2019 года в Оре. В первом старте чемпионата норвежец занял 16-е место в супергиганте. В скоростном спуске завоевал серебряную медаль, уступив победителю норвежцу Хьетилю Янсруду всего 0,02 секунды.

## Результаты на крупнейших соревнованиях

### Зимние Олимпийские игры
| Олимпийские игры | Скоростной спуск | Супергигант | Гигантский слалом | Слалом | Комбинация | Команды |
| ---------------- | ---------------- | ----------- | ----------------- | ------ | ---------- | ------- |
| 2006 Турин       | 21               | 5           | 6                 | DNF    | DNF        | н/д     |
| 2010 Ванкувер    | 2                | 1           | 3                 | —      | DNF2       | н/д     |
| 2014 Сочи        | 4                | 7           | —                 | —      | 8          | н/д     |
| 2018 Пхёнчхан    | 1                | 5           | —                 | —      | DNS2       | —       |

### Чемпионаты мира
9 медалей (5 золотых, 2 серебряные, 2 бронзовые)
| Чемпионат мира           | Скоростной спуск | Супергигант | Гигантский слалом | Слалом      | Комбинация  | Команды     |
| ------------------------ | ---------------- | ----------- | ----------------- | ----------- | ----------- | ----------- |
| 2003 Санкт-Мориц         | 22               | DNF         | 5                 | —           | —           | н/д         |
| 2005 Бормио              | 7                | 7           | 6                 | 12          | 2           | —           |
| 2007 Оре                 | 1                | 13          | 1                 | DNF         | 5           | —           |
| 2009 Валь-д’Изер         | 11               | 3           | 9                 | —           | 1           | н/д         |
| 2011 Гармиш-Партенкирхен | 5                | DNF         | 4                 | —           | 1           | —           |
| 2013 Шладминг            | 1                | 3           | 4                 | —           | DNF         | —           |
| 2015 Вейл/Бивер-Крик     | 6                | 6           | —                 | —           | —           | —           |
| 2017 Санкт-Мориц         | не выступал      | не выступал | не выступал       | не выступал | не выступал | не выступал |
| 2019 Оре                 | 2                | 16          | —                 | —           | —           | —           |

### Кубки мира

#### Завоёванные Хрустальные глобусы
- Общий зачёт — 2 раза: 2006/07, 2008/09
- Скоростной спуск — 2 раза: 2012/13, 2013/2014
- Супергигант — 5 раз: 2005/06, 2008/09, 2011/12, 2012/13, 2013/2014
- Комбинация — 1 раз: 2006/07
- Гигантский слалом — 1 раз: 2006/07

#### Победы на этапах Кубка мира (36)
| №  | Сезон   | Дата        | Место        | Дисциплина            |
| -- | ------- | ----------- | ------------ | --------------------- |
| 1  | 2005/06 | 27 ноя 2005 | Лейк Луиз    | Супергигант           |
| 2  | 2005/06 | 15 мар 2006 | Оре          | Скоростной спуск      |
| 3  | 2006/07 | 30 ноя 2006 | Бивер-Крик   | Суперкомбинация       |
| 4  | 2006/07 | 21 дек 2006 | Хинтерштодер | Гигантский слалом     |
| 5  | 2006/07 | 14 мар 2007 | Ленцерхайде  | Скоростной спуск (2)  |
| 6  | 2006/07 | 15 мар 2007 | Ленцерхайде  | Супергигант (2)       |
| 7  | 2006/07 | 17 мар 2007 | Ленцерхайде  | Гигантский слалом (2) |
| 8  | 2007/08 | 28 окт 2007 | Зёльден      | Гигантский слалом (3) |
| 9  | 2007/08 | 25 ноя 2007 | Лейк Луиз    | Супергигант (3)       |
| 10 | 2008/09 | 5 дек 2008  | Бивер Крик   | Скоростной спуск (3)  |
| 11 | 2008/09 | 6 дек 2008  | Бивер Крик   | Супергигант (4)       |
| 12 | 2008/09 | 11 мар 2009 | Оре          | Скоростной спуск (4)  |
| 13 | 2009/10 | 18 дек 2009 | Валь-Гардена | Супергигант (5)       |
| 14 | 2010/11 | 8 янв 2011  | Адельбоден   | Гигантский слалом (4) |
| 15 | 2011/12 | 27 ноя 2011 | Лейк Луиз    | Супергигант (6)       |
| 16 | 2011/12 | 14 мар 2012 | Шладминг     | Скоростной спуск (5)  |
| 17 | 2012/13 | 24 ноя 2012 | Лейк Луиз    | Скоростной спуск (6)  |
| 18 | 2012/13 | 25 ноя 2012 | Лейк Луиз    | Супергигант (7)       |
| 19 | 2012/13 | 14 дек 2012 | Валь-Гардена | Супергигант (8)       |
| 20 | 2012/13 | 25 янв 2013 | Кицбюэль     | Супергигант (9)       |
| 21 | 2012/13 | 3 мар 2013  | Квитфьель    | Супергигант (10)      |
| 22 | 2013/14 | 1 дек 2013  | Лейк Луиз    | Супергигант (11)      |
| 23 | 2013/14 | 6 дек 2013  | Бивер-Крик   | Скоростной спуск (7)  |
| 24 | 2013/14 | 20 дек 2013 | Валь-Гардена | Супергигант (12)      |
| 25 | 2013/14 | 29 дек 2013 | Бормио       | Скоростной спуск (8)  |
| 26 | 2015/16 | 28 ноя 2015 | Лейк Луиз    | Скоростной спуск (9)  |
| 27 | 2015/16 | 29 ноя 2015 | Лейк Луиз    | Супергигант (13)      |
| 28 | 2015/16 | 4 дек 2015  | Бивер-Крик   | Скоростной спуск (10) |
| 29 | 2015/16 | 18 дек 2015 | Валь-Гардена | Супергигант (14)      |
| 30 | 2015/16 | 19 дек 2015 | Валь-Гардена | Скоростной спуск (11) |
| 31 | 2015/16 | 16 янв 2016 | Венген       | Скоростной спуск (12) |
| 32 | 2015/16 | 22 янв 2016 | Кицбюэль     | Супергигант (15)      |
| 33 | 2017/18 | 2 дек 2017  | Бивер-Крик   | Скоростной спуск (13) |
| 34 | 2017/18 | 16 дек 2017 | Валь-Гардена | Скоростной спуск (14) |
| 35 | 2017/18 | 19 янв 2018 | Кицбюэль     | Супергигант (16)      |
| 36 | 2018/19 | 14 дек 2018 | Валь-Гардена | Супергигант (17)      |